# رزماری لین
رزماری لین (انگلیسی: Rosemary Lane؛ ‏ ۴ آوریل ۱۹۱۳ – ۲۵ نوامبر ۱۹۷۴) بازیگر اهل ایالات متحده آمریکا و یکی از خواهران لین بود.
از فیلم‌هایی که وی در آن نقش داشته‌است، می‌توان به چهار دختر و هتل هالیوود اشاره کرد.